# Ambilly

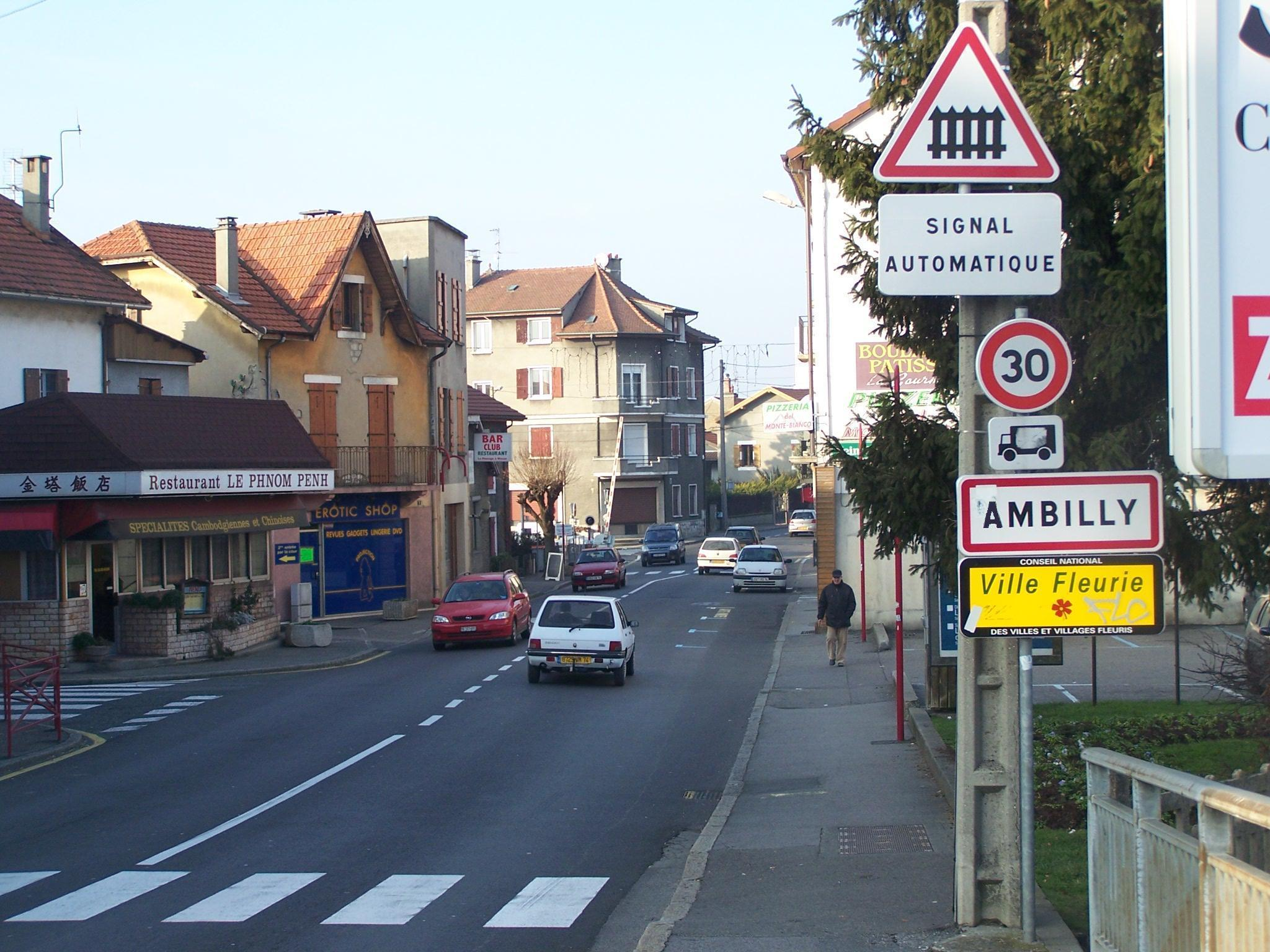
Ortseingang von Ambilly

Ambilly ist eine französische Gemeinde im Département Haute-Savoie in der Region Auvergne-Rhône-Alpes.

## Geographie
Ambilly liegt auf 426 m, etwa einen Kilometer westlich von Annemasse und sechs Kilometer östlich der Stadt Genf (Luftlinie). Die Gemeinde erstreckt sich auf dem Plateau zwischen den Talniederungen der Arve im Süden und des Foron im Norden, am Stadtrand von Annemasse, in unmittelbarer Nähe der Grenze zur Schweiz.
Die Fläche des 1,25 km² großen Gemeindegebiets umfasst einen Abschnitt im unteren Arvetal. Die nördliche Grenze verläuft entlang dem leicht mäandrierenden Foron (Zufluss der Arve). Von hier erstreckt sich der Gemeindeboden südwärts über das Plateau von Ambilly (hier wird mit 435 m die höchste Erhebung der Gemeinde erreicht) bis in die rund 20 m tiefer gelegene Talniederung der Arve nordöstlich des Salève.
Zu Ambilly gehören neben dem alten Dorf zahlreiche neue Wohn- und Gewerbequartiere sowie die Siedlung La Martinière (430 m). Nachbargemeinden von Ambilly sind Ville-la-Grand und Annemasse im Osten, Gaillard im Süden, sowie die schweizerischen Gemeinden Thônex und Puplinge im Nordwesten.

## Geschichte
Das Gemeindegebiet von Ambilly war bereits zur Römerzeit besiedelt, was anhand von Fundamenten eines römischen Landgutes und zahlreicher weiterer Funde nachgewiesen werden konnte. Erstmals wird Ambilly schriftlich im Jahre 859 unter dem Namen Ambiliaci erwähnt; von 1022 ist die Bezeichnung Ambiliacum überliefert. Der Ortsname geht auf den gallorömischen Personennamen Ambilius zurück und bedeutet so viel wie Landgut des Ambilius.
Im Mittelalter gehörte Ambilly zunächst den Bischöfen von Genf, später den Grafen von Genf. Im 14. Jahrhundert gelangte das Dorf an die Grafen von Savoyen. Aufgrund des Vertrages von Turin verlor Ambilly 1816 sein gesamtes Gebiet nördlich des Foron an Vandœuvres im schweizerischen Kanton Genf. Kurz darauf wurden 1818 die Gemeinden Ambilly und Gaillard zur neuen Gemeinde Ambilly-Gaillard zusammengelegt, 1843 jedoch wieder getrennt.

## Sehenswürdigkeiten
Die Kirche von Ambilly wurde 1941 erbaut.

## Bevölkerung
| Jahr                       | 1962 | 1968 | 1975 | 1982 | 1990 | 1999 | 2005 |
| Einwohner                  | 3254 | 4337 | 5582 | 5224 | 5904 | 5808 | 5745 |
| Quellen: Cassini und INSEE |      |      |      |      |      |      |      |

Mit 6269 Einwohnern (Stand 1. Januar 2022) gehört Ambilly zu den größeren Gemeinden des Département Haute-Savoie. Markante Zuwachsraten bezüglich der Einwohnerzahl wurden vor allem während der 1960er und der 1970er Jahre verzeichnet. Heute ist fast das gesamte Gemeindegebiet überbaut, weshalb die Einwohnerzahl seit einigen Jahren eher leicht rückläufig ist. Das Siedlungsgebiet von Ambilly ist lückenlos mit demjenigen von Annemasse, Gaillard und Thônex zusammengewachsen.

## Söhne und Töchter der Gemeinde
- Jean Monod (1765–1836), reformierter Pastor und Theologe
- Jacques Plantier (1792–1872), Gärtner und Rosenzüchter
- Marie-Luce Waldmeier (* 1960), Skirennläuferin
- Pierre Cormon (* 1965), Schriftsteller und Journalist
- Jean-Marc Lorber (* 1978), deutscher Komponist und Sänger
- Charlie Conord (* 1990), Bahnradsportler
- Antonin Guigonnat (* 1991), Biathlet
- Diane Rouxel (* 1993), Schauspielerin
- Gilonne Guigonnat (* 1998), Biathletin
- Théo Guiraud-Poillot (* 2003), Biathlet

## Wirtschaft und Infrastruktur
Ambilly war bis ins 20. Jahrhundert hinein ein vorwiegend durch die Landwirtschaft geprägtes Dorf. Seit den 1950er Jahren entwickelte es sich allmählich zu einem Wohnvorort von Annemasse und Genf. Heute gibt es zahlreiche Betriebe des Klein- und Mittelgewerbes sowie Bau- und Handelsfirmen und Unternehmen des Dienstleistungssektors. Ambilly ist Standort des Spitals von Annemasse-Bonneville.
Die Ortschaft ist verkehrsmäßig gut erschlossen. Sie liegt an der Hauptstraße, die von Annemasse nach Genf führt. Der nächste Anschluss an die Autobahn A40 befindet sich in einer Entfernung von rund 2 km. Am östlichen Dorfrand liegt der Bahnhof von Annemasse mit Zugsverbindungen nach Genève-Eaux-Vives, Thonon-les-Bains, Annecy und Bellegarde.
Im Rahmen der Elektrifikation der Genfer Staatsbahn (CFEG) wurde am 28. September 1986 an der Strecke Annemasse–Genf-Eaux-Vives eine Haltestelle eingerichtet. Die CFEG stellten den Betrieb im Rahmen des Baus der neuen Bahnstrecke Cornavin–Eaux-Vives–Annemasse am 31. März 2013 ein.